# Jan Pyrski
Jan Michajłowicz Pyrski, ros. Иван Михайлович Пырский (ur. 15 stycznia 1906 w Radomiu, zm. 11 września 1967 w Moskwie) – generał pułkownik artylerii Armii Radzieckiej i generał dywizji ludowego Wojska Polskiego.

## Życiorys
Mimo że był Polakiem, deklarował narodowość rosyjską. W 1914 roku, po wybuchu I wojny światowej, został ewakuowany wraz z rodziną do Rosji. W czerwcu 1922 roku w Teodozji wstąpił ochotniczo do Armii Czerwonej i został przydzielony do dywizjonu artylerii haubic 3 Dywizji Strzelców, a później do Teodozyjskiego dywizjonu artylerii nadbrzeżnej Kerczeńskiego Rejonu Umocnionego. W czerwcu 1924 roku został zwolniony ze służby i przeniesiony do rezerwy. W 1928 roku został powołany do służby w Armii Czerwonej, przydzielony do 75 samodzielnego dywizjonu artylerii 4 Brygady Artylerii i wyznaczony na stanowisko pomocnika dowódcy plutonu. Ukończył szkołę dowódców artylerii i studia w Akademii Wojskowej.
Latem 1941 roku, na początku wojny z Niemcami, dowodził 796 pułkiem artylerii haubic. Następnie pełnił służbę frontową na stanowiskach: dowódcy artylerii-zastępcy dowódcy 269 Dywizji Strzelców, szefa sztabu-zastępcy dowódcy artylerii 60 Armii oraz dowódcy artylerii-zastępcy dowódcy 69 Armii. Dwukrotnie ranny w walkach. 16 listopada 1943 roku awansował na generała majora artylerii.
Od 30 sierpnia 1944 roku służył w Wojsku Polskim. Był organizatorem i dowódcą artylerii 2 Armii WP. 16 kwietnia 1945 roku podczas przygotowań do forsowania Nysy Łużyckiej został ciężko ranny. Odłamek granatu moździerzowego przeciął mu tchawicę i struny głosowe. 25 maja 1945 roku awansował na generała dywizji. Wkrótce powrócił do ZSRR.
W Związku Radzieckim powierzono mu stanowisko dowódcy artylerii Zakaukaskiego Okręgu Wojskowego. Następnie pełnił służbę na stanowisku zastępcy dowódcy i dowódcy artylerii Przybałtyckiego Okręgu Wojskowego. 31 października 1951 roku został wyznaczony na stanowisko komendanta Rostowskiej Wyższej Szkoły Artylerii. 31 sierpnia 1954 roku został komendantem Leningradzkiej Wyższej Szkoły Artylerii. W 1957 roku objął obowiązki na stanowisku zastępcy dowódcy Artylerii Sił Zbrojnych ZSRR do spraw uzbrojenia rakietowego i techniki specjalnej. 18 lutego 1958 roku awansował na generała pułkownika artylerii. W styczniu 1961 roku został zastępcą dowódcy Wojsk Rakietowych i Artylerii Sił Zbrojnych ZSRR. Na tym stanowisku między innymi organizował próby z bronią jądrową.
Z dniem 27 stycznia 1962 roku został przeniesiony do rezerwy. Mieszkał w Moskwie. Zmarł 11 września 1967 roku. Pochowany na cmentarzu Nowodziewiczym w Moskwie.

## Ordery i odznaczenia
- Krzyż Komandorski Orderu Odrodzenia Polski (grudzień 1944)
- Order Krzyża Grunwaldu II klasy (1945)
- Order Krzyża Grunwaldu III klasy (11 maja 1945)[2]
- Order Lenina – dwukrotnie (18 listopada 1944 i 19 listopada 1945)